# غلاديس نيلسون
غلاديس نيلسون (بالإنجليزية: Gladys Nilsson)‏ هي رسامة أمريكية، ولدت في 6 مايو 1940 في شيكاغو في الولايات المتحدة.